# Рожанковський Лонгин Теодорович
д-р Лонгин Теодорович Рожанковський, або Льонгин Рожанковський (28 жовтня 1836, с. Довгополе, нині Верховинський район, Івано-Франківська область — 10 грудня 1917, м. Золочів) — український (русинський) правник, громадський діяч (москвофіл).

## Життєпис
Народився 28 жовтня 1836 року в с. Довгополе (нині Верховинський район Івано-Франківської области, Україна) у сім'ї греко-католицького священника о. Теодора Рожанковського (1804—1853), пароха с. Заставної на Буковині). Мати — Анна (1819—1899) — рідна сестра отця Лева Полевого — пароха села Кізлів (нині Буського району) та Городенки.
Навчався на правничому факультеті Львівського університету (1854—1859 роки). Працював у судах Чернівців (1859—1863 роки), Городенки (1863—1876 роки), Бродів, начальником суду в Сокалі (1876—1881 роки), з 1881 року — радник суду в Золочеві. 1890 року відкрив власну канцелярію в Золочеві.
Обраний послом до Галицького крайового сейму 4-го скликання (1877—1882 роки, від IV курії в окрузі Золочів — Глиняни, входив до складу «Руського клубу»), 6-го скликання (1889—1895 роки, від IV курії в окрузі Золочів; спочатку входив до складу «Руського клубу», з якого вийшов 1892 року, у 1894/5 роках — голова «Клубу староруської партії»).

### Сім'я
Дружина — Осипа Шухевич, найстарша донька о. Осипа Шухевича. Старший син — доктор медицини, полковник морської флотилії Австро-Угорщини, діяч Калуського повітового Уряду ЗУНР Маркил Рожанковський, молодший син — перший командант Легіону УСС д-р Теодор Рожанковський.